# Joe Vakacegu
Pas d'image ? Cliquez ici

a Compétitions nationales et continentales officielles uniquement.

Dernière mise à jour le 8 mai 2019.
Joe Vakacegu, né le 28 octobre 1988, est un joueur fidjien de rugby à XV évoluant au poste de centre.

## Biographie
Joe Vakacegu signe à Narbonne en Pro D2 en 2011 puis à Béziers en 2013. Après trois saisons, il rejoint l'UBB en Top 14.
Il signe un pré-contrat avec Biarritz pour la saison 2017-2018 mais arrive finalement dès le mois de mars 2017 en tant que joker médical de Fabien Fortassin.
Le Stade montois annonce sa signature pour deux saisons le 9 mai 2019.

## Palmarès
- Demi-finaliste de Pro D2 : 2017